# Lederhosen

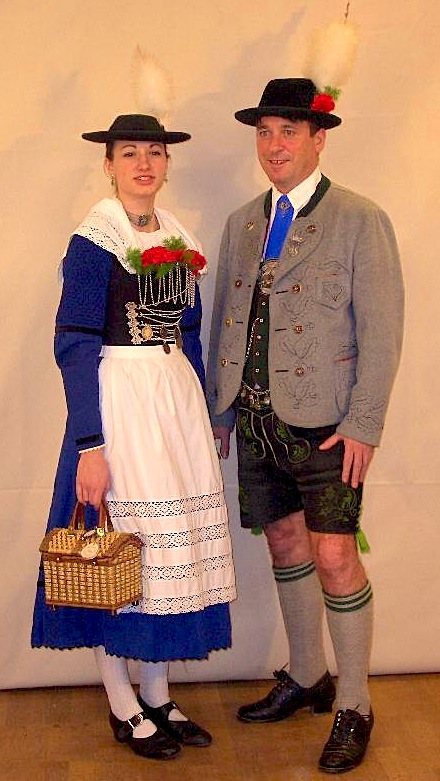
Una parella bavaresa en què l'home vesteix Lederhosen

Els Lederhosen ('calçons de cuir' en alemany), en singular Lederhose; són uns pantalons de cuir; de camals curts o fins a l'alçada del genoll. El model més llarg es pot anomenar també Kniebundlederhosen.
Més que un vestit tradicional alemany, els Lederhosen han estat durant molt de temps la roba emprada tant per a la feina com per a l'oci de les classes treballadores dels Alps germànics.
Els Lederhosen tradicionals consten de dues parts: el calçó i uns tirants, també de cuir. Sovint ambdues parts estan decorades a l'estil tradicional alpí, amb sanefes i dibuixos brodats.
Fins al 1970 era comú que els nens vestissin Lederhosen fins als setze anys, i canviessin als pantalons ordinaris amb el pas a la maduresa.

## Vestit tradicional bavarès
Els Lederhosen foren àmpliament utilitzats pels homes dels Alps i voltants, especialment a Baviera, el Tirol i Àustria. D'aquests, tant Baviera com el Tirol consideren els Lederhosen com el seu vestit característic.

## Explotació política
En diversos períodes, força militants d'extrema dreta ultranacionalista (nazis inclosos) s'han exhibit en vestimenta bavaroalpina tradicional, Lederhosen inclosos, tot explotant-los com a símbols populistes de germanitat ancestral i incontaminada. En aquest sentit, els Lederhosen (com la jaqueta curta a joc) estan integrats en la simbologia völkisch.